# Казна (Тренто)
Казна је насеље у Италији у округу Тренто, региону Трентино-Јужни Тирол.
Према процени из 2011. у насељу је живело 50 становника. Насеље се налази на надморској висини од 1165 м.